# 11817 Oguri
11817 Oguri è un asteroide della fascia principale. Scoperto nel 1981, presenta un'orbita caratterizzata da un semiasse maggiore pari a 2,6275594 UA e da un'eccentricità di 0,2063498, inclinata di 6,07584° rispetto all'eclittica.